# Pabo (Guéguéré)
Pabo est une localité du département de Guéguéré, dans la province d’Ioba (région du Sud-Ouest) au Burkina Faso. En 2006, cette localité comptait 731 habitants dont 49.8% de femmes.